# Commissaire de la Géorgie du Sud et des Îles Sandwichs
Le commissaire de la Géorgie du Sud et des Îles Sandwichs (en anglais : Commissioner for South Georgia and the South Sandwich Islands) est le représentant du monarque britannique dans le territoire britannique d'outre-mer de Géorgie du Sud-et-les îles Sandwich du Sud depuis 1985. Le poste est tenu par le gouverneur des Îles Malouines.

## Histoire
Le poste est créé en 1985, à la suite de la séparation de la Géorgie du Sud-et-les îles Sandwich du Sud de la dépendance d'outre-mer des Îles Malouines. Le poste est cependant toujours occupé par le gouverneur des Îles Malouines et n'a qu'un but technique, pour différencier les deux dépendances, maintenant distinctes.
En septembre 2017, Nigel Phillips prend le poste de gouverneur des Îles Malouines, et obtient ce poste conséquemment. Il remplace ainsi Colin Roberts (en), qui est transféré à un nouveau poste diplomatique.

## Drapeau
L'enseigne du commissaire est composé de l'entièreté des armoiries de Géorgie du Sud-et-les îles Sandwich du Sud dans une rondelle blanche, entourée d'une guirlande, placées au milieu de l'Union Jack. Il a été approuvé par le College of Arms et la Reine depuis au moins 2006.

## Liste des gouverneurs
| Début | Fin         | Nom                    | Remarque |
| ----- | ----------- | ---------------------- | -------- |
| 1985  | 1988        | Gordon Wesley Jewkes   |          |
| 1988  | 1992        | William Hugh Fullerton |          |
| 1992  | 1996        | David Tatham (en)      |          |
| 1996  | 1999        | Richard Ralph (en)     |          |
| 1999  | 2002        | Donald Lamont (en)     |          |
| 2002  | 2002        | Russ Jarvis            | Intérim  |
| 2002  | 2006        | Howard Pearce (en)     |          |
| 2006  | 2006        | Harriet Hall           | Intérim  |
| 2006  | 2010        | Alan Huckle            |          |
| 2010  | 2014        | Nigel Haywood          |          |
| 2014  | 2017        | Colin Roberts (en)     |          |
| 2017  | 2022        | Nigel Phillips (en)    |          |
| 2022  | en fonction | Alison Blake (en)      |          |